# Troops (film)
Troops è un cortometraggio mockumentary diretto da Kevin Rubio che ebbe la sua prima apparizione durante il San Diego Comic-Con International del 18 luglio 1997 e successivamente venne distribuito via internet. Il film è una sorta di parodia del reality show Cops, ambientata nell'universo di Guerre stellari. Nel film, gli stormtrooper imperiali pattugliano il deserto del pianeta Tatooine nello stile dei veri poliziotti statunitensi di Cops.
In un Reddit AMA nel gennaio 2018, Rubio ha dichiarato che le truppe sono riconosciute da George Lucas come una puntata canonica nella serie di Star Wars.
Il finto-documentario è notevole per aver dato il via all'ondata dei moderni film "creati dai fan" senza scopo di lucro, ed è inoltre uno dei primi a vedere l'aggiunta di effetti speciali digitali e di costumi ed equipaggiamento a budget considerevole e a portare i film dei fan nell'era digitale, sfruttando la distribuzione su Internet. Per le location, Rubio girò il film a El Mirage Dry Lake in California.
Il regista completò Troops mentre lavorava al canale Fox Kids, e fu quindi in grado di chiedere l'amichevole partecipazione di doppiatori professionisti quali Jess Harnell, Cam Clarke, e dell'annunciatore tv Bill Farmer.

## Trama
Un esempio del tono da commedia del cortometraggio è esemplificato dall'avvertenza iniziale, che satireggia quella di Cops: «Troops is filmed on location with the men of the Imperial Forces. All suspects are guilty--period! Otherwise, they wouldn't be suspects, would they?» ("Troops è girato sul posto con gli uomini delle Forze Imperiali. Tutti gli indagati sono colpevoli - punto e basta! In caso contrario, non sarebbero indagati, nevvero?"). Aggiungendo al tono comico ci sono gli accenti degli stormtoopers che ricordano molto gli accenti ascoltati nel film Fargo.
In una scena, una pattuglia di stormtrooper ferma due jawa sospettati di aver rubato un droide imperiale (sembra essere Tom Servo del Mystery Science Theater 3000), e dopo un interrogatorio di rito, quando questi cercano di fuggire, li fulminano uccidendoli entrambi.
In seguito viene rivelata una versione alternativa (ironica) del fato degli zii di Luke Skywalker, zio Owen e zia Beru, dove il loro assassinio è motivato da una lite domestica tra i due spintasi troppo in là, piuttosto che un'esecuzione da parte delle truppe imperiali. I membri dello squadrone Black Sheep, prima cercano di mediare tra i due litiganti ma poi sono costretti a freddare i due quando la zia Beru rivela di avere in mano un detonatore termico.
Il film termina con l'avviso agli stormtrooper di un "possibile scontro a fuoco" nella taverna di Mos Eisley e la richiesta di recarsi in loco per verificare.

## Accoglienza
Il film divenne estremamente popolare tra i fan di Guerre stellari, e venne premiato durante la cerimonia inaugurale del Pioneer Award sponsorizzato dalla Lucasfilm durante l'Official Star Wars Fan Film Awards del 2002.
Nell'estate del 2006 Fan Films Quarterly indicò Troops come uno dei 10 film "fan-made" (realizzati da appassionati) più importanti della storia. Nell'agosto 2010, Time lo inserì nella Top 10 dei fan-film di Star Wars.
Nel 2005, venne distribuito un nuovo film intitolato I.M.P.S., con la partecipazione di svariati attori presenti in Troops. Originariamente pensato come un sequel, il film venne inizialmente intitolato Troops 2, ma poi venne rinominato quando i fan vennero a sapere che non solo Rubio non era coinvolto nel progetto in alcun modo, ma anche che nel corso della produzione il film aveva assunto un tono meno umoristico e più serioso.

## DVD
Troops è stato distribuito in formato DVD come supplemento gratuito al primo numero della rivista Total Movie, completo di commento audio da parte di Rubio. Venne anche incluso come bonus nel DVD del ventesimo anniversario della serie COPS, ma il riconoscimento più grande fu l'inserimento di un estratto del cortometraggio (opportunamente censurato nei punti più "forti") tra i numerosi contenuti speciali presenti nel cofanetto in Blu-ray dell'esalogia di Guerre stellari uscito nel 2011.